# Kunststation Kleinsassen

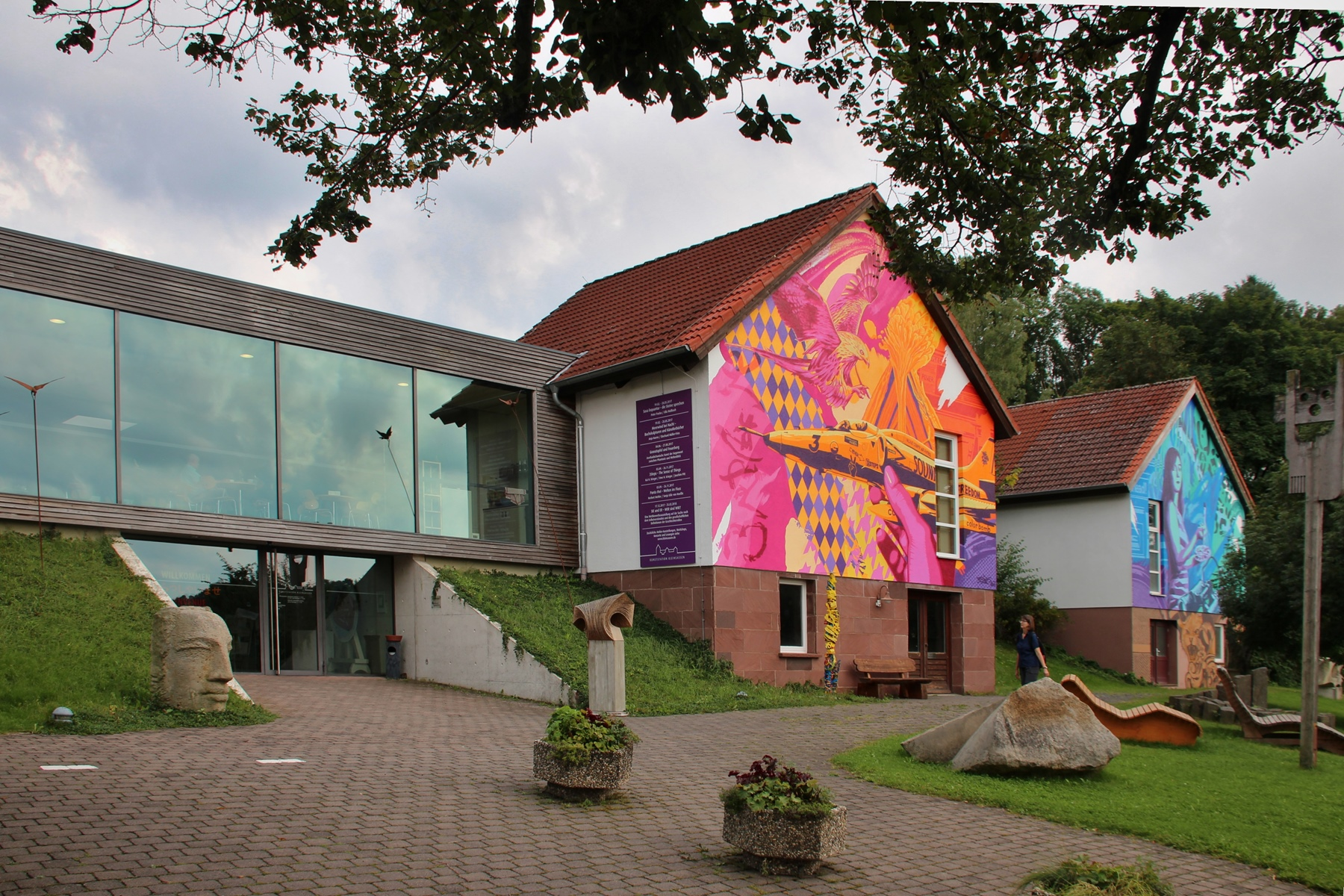
Hauptgebäude der Kunststation Kleinsassen

Die Kunststation Kleinsassen in Kleinsassen, am Fuße der Milseburg in der Rhön gelegen, ist ein Forum für Kunst. Auf 1400 m2 Fläche zeigt sie wechselnde Ausstellungen zu zeitgenössischer Kunst aller Medien und Stile.
Zudem verfügt sie über Künstlerateliers, Gästewohnungen, eine Malschule, eine Artothek und ein Café. Um den Gebäudekomplex herum wurde ein Skulpturengarten eingerichtet. Geschäftsführender Leiter der Kunststation war von 1979 bis 2015 Peter Ballmaier. Seitdem leitet die Kunststation Monika Ebertowski.

## Geschichte und Ausstellungstätigkeit
Auf Basis eines Konzepts, das vorsah, Malschulen mit Ausstellungen zu verbinden, um eine Begegnungsstätte für Kunstinteressierte, Künstler und Sammler zu schaffen, gründete der Künstler Gerhard Jürgen Blum-Kwiatkowski bis 1987 in Zusammenarbeit mit osthessischen Volkshochschulen sieben Kunststationen in Fulda, Bad Hersfeld, Eschwege, Bad Salzschlirf, Kleinsassen sowie im Kloster Cornberg und auf Schloss Rittershain. Im Vordergrund steht dabei – gemäß dem Credo Gerhard Jürgen Blum-Kwiatkowskis: „Mein Ziel ist es, Menschen zu inspirieren, Handelnde zu werden, die den künstlerischen Prozessen nicht zur staunend oder verstehend gegenüberstehen, sondern sie selbst mitvollziehen.“ – die aktive Auseinandersetzung mit moderner Kunst im Gegensatz zum bloßen Kunstkonsum. Um den Künstler als Person greifbar werden zu lassen, erhält der Kunstinteressierte in den Kunststationen Gelegenheit, am Entstehungsprozess der Arbeiten teilhaben zu können. „Die Kunst ist zu ersuchen, nicht zu erkaufen!“ (Gerhard Jürgen Blum-Kwiatkowski 1975)
Die 1979 in einer ehemaligen Dorfschule gegründete Kunststation Kleinsassen wurde – neben ihrer Ausstellungstätigkeit – insbesondere durch internationale Aktivitäten, durch die jährliche Kunstwoche sowie durch zahlreiche Symposien und Vorträge überregional bekannt.
Das Projekt „Kunststraße Rhön“ beispielsweise führte 1986 – auf Initiative von Gerhard Jürgen Blum-Kwiatkowski – Künstler der Künstlergruppe Arbeitskreis für systematisch konstruktive Kunst zu einem Symposion an die Kunststation Kleinsassen. Im Anschluss wurden nicht nur Installationen und Projektkonzepte der Künstler aus Großbritannien, Finnland, den Niederlanden, Polen, Rumänien u. a. in der Kunststation Kleinsassen ausgestellt. Insbesondere wurden – von Hünfeld bis Seiferts an der ehemals deutsch-deutschen Grenze – Skulpturen der Konkreten Kunst im öffentlichen Raum installiert, inner- wie außerorts. Arbeiten etwa von Ewerdt Hilgemann, Marcello Morandini oder HD Schrader zeugen noch heute von diesem avantgardistischen Ereignis.
Auch die Installation Tanszendment in der eigens dafür errichteten ersten Ausstellungshalle der Kunststation sorgte Ende der 1980er Jahre für überregionale Beachtung und wurde sogar als externer documenta-Beitrag in den Medien apostrophiert.
Doch nicht nur die Konkrete Kunst fand und findet in der Kunststation ein Forum, auch andere Kunstrichtungen kommen hier „zu Wort“. So vermittelte die Kunststation Kleinsassen unter dem Titel Kunst der DDR bereits vor der deutschen Wiedervereinigung in Zusammenarbeit mit der Sammlung Ludwig Einblicke in die bildende Kunst des anderen Deutschlands. Bis heute besteht ein reger Austausch mit Kunstschaffenden aus dem ehemaligen Grenzgebiet und den Kunstmetropolen Berlin, Dresden und Leipzig, aber auch mit den Kunsthochschulen in Kassel, Danzig/Polen und Cluj-Napoca/Rumänien. Weitere Verbindungen bestehen zu Künstlern aus dem ehemaligen Jugoslawien, aus Finnland, Südfrankreich, Italien und Schweden. Die Kunststation zeigte auch früh – lange vor anderen Galerien – die russische Avantgarde (Sammlung Talotschkin) und chinesische Exilkunst und nicht zuletzt waren immer wieder auch die Norddeutschen Realisten zu Gast.
Zu den Ausstellungen der Kunststation, denen weithin Aufmerksamkeit zuteilwurde, zählen u. a. die Ausstellungen zu Bernhard Heisig (2006), Armin Mueller-Stahl (2008), zur Druckgrafik von Salvador Dalí (2009) sowie die Ausstellung „Pferde. Kunst von der Antike bis heute“ – mit über 300 Kunstwerken aus drei Jahrtausenden die größte Sonderausstellung Hessens im Jahr 2010. Als kunst- und kulturhistorische Ausstellung stellte sie eine Ausnahme im Angebot der Kunststation dar.
Besonders erwähnenswert ist überdies die Kunstaktion „Spannungen“, bei der im Jahr 1992 64 Künstler aus 15 Ländern eine 800 m lange Leinwand gestalteten und so eines der größten Landart-Projekte Hessens verwirklichten.
Die Kunststation vergab von 1989 bis 2005 Kurz- und Jahresstipendien an graduierte Künstler. Stipendiaten waren:
- Ellen van Ess (1989–1991)
- Peter Henryk Blum (1991–1994)
- Numan Huseinbegovic (1994–1998)
- Yoichiro Nichida (1999)
- Jana Schwarz (1999)
- Andreas Ensslen (1999)
- Dagmar Rauwald (2000)
- Vladimir Skokov (2000)
- Otto Nemitz (2000)
- Petra Lange (2001–2002)
- Predrag Hegedüs (2003–2005)

Kurzzeitstipendien und Einladungen zu Arbeitsaufenthalten werden bis heute ausgesprochen; Kooperationspartner der Kunststation sind in diesem Zusammenhang Galerien und Künstlervereinigungen u. a. in Mexiko, Schweden, Slowenien, Frankreich, Finnland und Deutschland.
Nach einjährigen Umbau- und Renovierungsmaßnahmen anlässlich ihres 25-jährigen Jubiläums wurde die Kunststation im Januar 2005 mit einer großen Retrospektive ihres Gründers Gerhard Jürgen Blum-Kwiatkowski wiedereröffnet. Die im Laufe der Jahre sukzessive entstandenen drei Hallen zeigen sich nun einheitlich zusammengefasst. Ein großzügiges, lichtdurchflutetes Café mit weitem Ausblick in die Landschaft ergänzt das Ensemble und eine modern gestaltete und bequem zugängliche Eingangssituation öffnet die Kunststation zum Hof. Der Umbau wurde mit der Simon-Louis-du-Ry-Plakette des Bundesverbandes Deutscher Architekten für „gute Architektur“ ausgezeichnet.

## Aktivitäten für kunstinteressierte Besucher
Alljährlich im Sommer findet in Kleinsassen die „Kunstwoche Kleinsassen“ statt. Landwirte im Dorf räumen ihre Scheunen und Ställe leer und stellen sie als Ausstellungsfläche zur Verfügung, und man kann Künstlern bei der Arbeit über die Schulter schauen.
Seit 2009 bietet die Freie Malschule in der Kunststation Kleinsassen Wochenendseminare zu verschiedenen Zeichen-, Mal- und Drucktechniken oder auch eine Malwoche in den Sommerferien an. Zudem finden immer wieder Jazzkonzerte, Lieder- und Kleinkunstabende statt.
1996 wurde eine Artothek eingerichtet, die die Sammlung der Kunststation für Privatpersonen und Firmen zur Ausleihe bereithält.

## Finanzierung
Träger der Kunststation Kleinsassen war von 1979 bis 2005 die Volkshochschule des Landkreises Fulda. Der Leiter der Volkshochschule war in Personalunion auch Leiter der Kunststation Kleinsassen. Allerdings wurde die Kunststation 2005 aus der Verwaltung durch die Kreisvolkshochschule Fulda herausgelöst und in einen gemeinnützigen Verein umgewandelt. Vorstand des Trägervereins Kunststation Kleinsassen e. V. ist der Landrat des Landkreises Fulda, Bernd Woide. Der Trägerverein wird zudem von der Stiftung der Sparkasse Fulda gefördert und erhält Hilfen vom Kultursommer Main-Kinzig-Fulda, gefördert vom Land Hessen und der Sparkassenkulturstiftung Hessen-Thüringen.
Die Mittel für den Aufbau der Artothek übernahm zur Hälfte der Landkreis Fulda und zur anderen Hälfte das Amt für Regionalentwicklung, Landschaftspflege und Landwirtschaft Fulda im Rahmen des LEADER II-Programms, das Mittel der Europäischen Union und des Landes Hessen bereitstellte.